# Mats Hellspong
Mats Hellspong, född 15 oktober 1940, är en svensk etnolog och professor emeritus i etnologi vid Stockholms universitet.
Hellspong disputerade 1982 på avhandlingen Boxningssporten i Sverige: En studie i idrottens kulturmiljö. Han är ledamot av Kungl. Gustav Adolfs Akademien för svensk folkkultur, åren 2005–2009 var han dess sekreterare.